# فرانسوا باوش
فرانسوا باوش هو عامل سكة الحديد وسياسي لوكسمبورغي، ولد في 16 أكتوبر 1956 في مدينة لوكسمبورغ في لوكسمبورغ. نشط حزبياً في The Greens (Luxembourg) ‏.

## مناصب
- انتخب نائب رئيس وزراء لوكسمبورغ  [لغات أخرى]‏.
- انتخب نائب ‏ عن دائرة Centre (Chamber of Deputies of Luxembourg constituency) [الإنجليزية]‏ وقد انضم خلال فترته النيابية  [لغات أخرى]‏ للكتلة البرلمانية The Greens (Luxembourg) [الإنجليزية]‏.
- انتخب minister of Internal Security ‏ (5 ديسمبر 2018 – ).
- انتخب minister for Mobility and Public Works ‏ (5 ديسمبر 2018 – ).
- انتخب Minister of Defence ‏ (5 ديسمبر 2018 – ).
- انتخب Minister for Sustainability and Infrastructure ‏ (4 ديسمبر 2013 – 5 ديسمبر 2018).